# Grand-Duc Alexis
ʽGrand-Duc Alexis' est un cultivar de rosier obtenu en 1892 par le rosiériste français Louis Lévêque (1839-1925). Il rend hommage au grand-duc Alexis Alexandrovitch de Russie (1850-1908), amiral, diplomate et francophile, membre de la famille impériale de Russie qui aimait séjourner en France. C'était le début de l'alliance franco-russe.

## Description
Il s'agit d'un buisson érigé au feuillage dense et vert anglais pouvant atteindre 120 cm,. Ses rameaux sont forts avec des épines rouges relativement grandes et larges. Ses fleurs sont très doubles (17-25 pétales), pleines, grosses (12 cm), globulaires, formant comme une belle pivoine aux pétales légèrement festonnés lorsqu'elle est en plein épanouissement. Elles sont de couleur rose, avec parfois des reflets argentés ou carmin , et fortement parfumées. La floraison est légèrement remontante. Ses gros cynorhodons sont orange rougeâtre et ronds.  
Elle résiste à des températures de -15°. Elle nécessite un sol riche et bien drainé et une situation ensoleillée, ainsi que des soins. Elle doit être taillée à un tiers avant la fin de l'hiver.
On peut admirer cette variété à l'Europa-Rosarium de Sangerhausen. Elle est rarement commercialisée aujourd'hui malgré la délicatesse de son coloris et la grosseur de ses fleurs, mais présente par exemple dans quelques catalogues français et allemands.